# Eva Škofič Maurer
Eva Škofič Maurer, slovenska klovnesa in pisateljica, * 25. september 1968, Ljubljana.

## Življenje
Njena mati Neža Maurer je pesnica in pisateljica, oče pa je novinar. Po šolanju v Sloveniji je Eva opravila študij za klovneso na Državni akademiji za cirkuško in estradno umetnost (GUCEI) v Moskvi ter študij gledališke in radijske režije na Gledališki akademiji v Sankt Peterburgu. Od leta 1992 je imela številne samostojne gledališko-klovnske in literarne nastope po Sloveniji, povezane tudi s promocijo branja pri najmlajših. Snema niz oddaj za Televizijo Koper in Radiotelevizijo Slovenija. Izdala je že tri knjige pravljic in tri slikanice ter zgoščenko z otroškimi pesmimi. Od leta 2004 je ustanoviteljica in umetniški vodja Rdečih noskov - klovnov zdravnikov, Društva za pomoč bolnim in trpečim.

## Delo
Slikanice
- Tea in čarobna travica (2008) (COBISS)
- Miha ... in miška (2009) (COBISS)
- Miha --- in mravlja Lavra (2011) (COBISS)

Pravljice
- Črkolada (2000) (COBISS)
- Nepridipravljice (2004) (COBISS)
- Mislim, da te bom kar poljubil (2008) (COBISS)

Članki
- Princesa Klovnesa (1995) (COBISS)
- Smeh klovna (1995) (COBISS)
- Ena pesnica, druga klovn (1997) (COBISS)
- Klovn je vstopnica v svet igre (1999) (COBISS)
- Zdravnici za človeške duše (2000) (COBISS)
- Kdo se skriva v klovnesi Miki-Maki (2001) (COBISS)
- Biti vse! (2001) (COBISS)
- Potem me ni moglo nič več zadržati : intervju (2006) (COBISS)
- Rdeči noski prihajajo tudi v Maribor (2006) (COBISS)
- Bistveno se mi zdi, da si dopustiš biti slabe volje. (2006) (COBISS)
- Jaz sem mačka ; Sinje vijolična meglica (2006) (COBISS)

Režija
- Sankt Peterburg - Mladinsko gledališče : R. Anderson:  Draga, ne slišim, kaj govoriš, če v kopalnici teče voda (1992)
- Šentjakobsko gledališče Ljubljana :  Pavel Golia: Srce igračk (predvajano tudi na TV SLO 1) (1993)
- Dramska šola Barice Blenkuš: Maria Clara Machado: Mala čarovnica, ki ni mogla biti zlobna (1994)
- Dramska šola Barice Blenkuš : Andrej Rozman -Roza: Čepica sreče (1995)
- Gledališče Toneta Čufarja Jesenice: Jaz sem Herbert (2003)

Festival slovenskega šansona
- 2001: Izštevanka (Patrik Greblo/Miša Čermak/Patrik Greblo)

Album
| Leto | Album                  | Skladbe |
| ---- | ---------------------- | --- |
| 2002 | Pesmice za dobro voljo | - Mika Maka (P. Greblo, K. Višnar/N. Maurer/P. Greblo) - Moj kuža (P. Greblo/Miša Čermak/S. Fajon) - Avto iz čokolade (P. Greblo/N. Maurer/S. Fajon) - Paradižnikova vojska (P. Greblo/Damjana Kenda Huss/P. Greblo) - Žirafa in klovn (P. Greblo/N. Maurer/P. Greblo) - Majhen strahec (P. Greblo/Damjana Kenda Hussu/P. Greblo) - V živalskem vrtu (P. Greblo/Damjana Kenda Hussu/P. Greblo) - Papiga Adela (P. Greblo/Damjana Kenda Hussu/S. Fajon) - Moj rojstni dan (P. Greblo/Miša Čermak/S. Fajon) - Norice (P. Greblo/Damjana Kenda Hussu/S. Fajon) - Mamica (P. Greblo/N. Maurer/S. Fajon) - Za zaprtimi očmi (P. Greblo/Damjana Kenda Hussu/P. Greblo) |